# 加齢黄斑変性
加齢黄斑変性（かれいおうはんへんせい、英: age-related macular degeneration、AMD）とは、加齢に伴い眼の網膜にある黄斑部が変性を起こす疾患である。失明の原因となり得る。以前は老人性円板状黄斑変性症と呼んでいた。またARMDと略していた頃もあった。
黄斑変性症の一種。
症状としてはかすみ目や視野の中心に視覚障害を生じるが、初期は自覚症状がない事がよくある。しかし、時間の経過とともに、片方または両方の目に段階的な視力の低下を経験する場合もある。完全な失明になる事は少ないが、中心視力が失われることにより、顔の認識、運転、読書、その他の日常生活の活動が困難になる。視覚的な幻覚が見える場合があるが、これらは精神疾患によるものではない。
黄斑変性は通常、高齢者に発生する。遺伝的要因と喫煙も起因となる。症状は網膜の黄斑の損傷によるものである。診断は精密な眼検査による。重症度は、初期、中期、後期のタイプに分けられる。後期のタイプはさらに「萎縮型」と「滲出型」に分けられ、萎縮型が症例の90％を占める。予防法は、運動、バランスの取れた食事、禁煙などである。一旦失われた視力を取り戻す治療法はない。滲出型は、眼への抗VEGF薬の注射、または、あまり一般的ではない光凝固法や光線力学療法により悪化を遅らせられる可能性がある。抗酸化ビタミンとミネラルは予防に有用とは見做されない。しかし、栄養補助食品は、すでに病気に罹っている人の病状悪化を遅らせる可能性がある。
2015年には、世界中で620万人が罹患した。2013年には白内障、早産、緑内障に次いで4番目に最も多い失明の原因であった。黄班変性は50歳以上の人に最も一般的に発生し、米国ではこの年齢層の視力喪失の最も一般的な原因である。黄班変性は50〜60歳の人の約0.4％が患っており、60〜70歳の人の0.7％、70〜80歳の人の2.3％、80歳以上の人の約12％に発生する。

## 自覚症状
初期症状としては変視症を訴える人が多く、それを切っ掛けに眼科受診をし、この疾患に気づく方が多い。その後病状の悪化ともに歪みが強くなり、眼底出血などにより視力低下、中心暗点がみられ、失明に至る場合もある。

## 他覚所見
眼底、特に黄斑部に病変を認める。
軟性ドルーゼン、網膜色素上皮剥離、黄斑下出血などを認め、黄斑変性に至る。
萎縮型の場合には、ドルーゼンを伴い、徐々に黄斑変性に至るケースが多い。

## 疫学
近年高齢者に増加しており、アメリカでは中途失明原因の第1位である。男性の方が女性に比べ、3倍多い。
発生要因として
- 加齢
- 喫煙
- 高血圧
- 遺伝子
- 酸化ストレス
- 紫外線

などがあげられている。遺伝子の関与という点では、日本人ではコンプリメント・ファクター HよりもHTRA1とLOC387715の関与が強いことも示唆されている。日本人の加齢黄斑変性の原因遺伝子としてHTRA1とLOC387715を初めて報告したのは、東京医療センター感覚器センターに所属していた　現衆議院議員の吉田統彦である。

## 分類

### 滲出型
ウェット型（英:wet type）とも称されることがある。
脈絡膜から異常な脈絡膜新生血管を生じ、網膜面に進展する。新生血管は脆弱でありそのため出血、滲出物の貯留を認め、黄斑部の機能障害を来たし、偏視、視力低下などを齎す。最終的には黄斑部に不可逆的な変性を起こし著しい視力低下となる。
脈絡膜新生血管（CNV）のタイプは以下のように分かれる。
- クラシックCNV
- オカルトCNV

### 萎縮型
非滲出型とも。dry type とも称されることがある。
加齢に伴い黄斑部が変性を起こし、変性の範囲により急激な視力低下を認める。滲出型のような脈絡膜新生血管は認めない。現在のところ治療は有効なものはない。もし敢えて行うのであれば、対症療法的な薬物またはサプリメントの投与がある。

## 検査
- アムスラーチャート

変視症の自己診断、変視の評価に使用する。
- フルオレセイン蛍光眼底造影
- インドシアニングリーン蛍光眼底造影
造影検査により、異常血管の検出を行い、治療方針を決定する。
- 網膜機能精密電気生理検査

## 滲出型黄班変性の治療
滲出型黄班変性には主にVEGF阻害剤投与、もしくは光線力学的療法が用いられるが、VEGF阻害剤投与のうちでも、ラニビズマブ、アフリベルセプトの投与の有用性が注目される。欧米の多施設による試験では、光線力学的療法が視力低下を部分的にしか阻止しない一方、ラニビズマブでは視力回復が期待できると報告されている（1年後で、ラニビズマブ群が視力がプラス11文字の改善に対して光線力学的療法群はマイナス9.5文字）。
- VEGF阻害剤

加齢黄斑変性の発生に際し血管新生およびVEGFが関与しており、血管新生阻害薬の投与により進行を防止・改善する可能性がある。代表的薬剤としてラニビズマブ（商品名ルセンティス）がある。投与方法は硝子体内に注射。ラニビズマブは抗VEGF抗体のFab断片であり、2009年1月、製造販売承認を取得。販売元のノバルティスファーマによるサイトに総合製品情報概要などがある。ベバシズマブは、加齢黄斑変性に対しては厚生労働省未認可の治療薬である。アフリベルセプト（商品名 アイリーア）は、より新しく保険適用となった薬剤で、VEGFR-1およびVEGFR-2の細胞外ドメインをもつ遺伝子組み換えたんぱく質であり、VEGFの作用を効率よく阻害するといわれる。
- 光線力学的療法（PDT[注 4]）

光感受性物質であるベルテポルフィンを静脈注射し、薬剤が脈絡膜新生血管に集積した際に、PDT専用のレーザー装置を用いて689nmのレーザー光を照射し、ベルテポルフィンが光活性化し脈絡膜新生血管を退縮させる治療。特にクラシックCNVに対して有効性を示す。少なくとも初回照射時、薬剤投与後48時間は遮光目的に入院が必要である。3ヶ月に1度造影検査を行い必要と認められれば、再度行う治療である。講習を受け試験に合格した認定医が施行する必要があり、また特殊な機器が必要であるため、施行施設は限られる。保険適用されているが薬剤が高く、高額な自己負担が必要になることもある。
- 日本での臨床試験（JAT study）では48ヶ月間に平均2.8回の治療が必要であった。また視力は2割の方に視力上昇を認め、2割に視力低下を認めた。海外での臨床試験（TAP study）では少なくとも24ヶ月観察期間中の視力の低下の抑制効果があると結論づけている。

- レーザー光凝固術

新生血管が黄斑部に及んでいない場合に直接凝固を行う。その凝固斑により暗点が生じることがある。CNVが中心窩下にない場合に適用になる。
- 新生血管抜去術

外科的に新生血管を抜去する。CNVが中心窩下にない場合に適用になる。抜去後暗点が生じることがある。
- 中心窩移動術

意図的網膜全剥離を起こし、痛んでいない色素上皮のところに網膜を回転させて黄斑部を移動させる。結果として斜視や複視になる。術後斜視手術または同時手術が必要になることもある。
- 放射線療法

脈絡膜新生血管を退縮させる目的で放射線を照射する。
- 経瞳孔温熱療法（TTT[注 6]）

低エネルギーのレーザーを照射することにより温熱により、新生血管の破壊を促す治療法。厚生労働省未認可の治療法である。
- ステロイド

徐放性ステロイド（トリアムシノロン アセトニド）をテノン嚢下または硝子体内に投与し、新生血管の退縮を狙う。手術療法・PDT・VEGF阻害薬投与と同時に行うことがある。投与により緑内障を発症させる可能性がある。
糖質コルチゾール活性を有しない様に化学構造を変化させた合成ステロイド剤である酢酸アネコルタブ（Retaane）をテノン嚢下投与し、新生血管の退縮を狙う。
- VEGFアプタマー

VEGFに結合し、効果を発揮する。投与方法は硝子体内に投与である。代表的薬剤としてペガプタニブ（Macugen）があり、2008年7月、製造販売承認を取得。
- 投薬

止血剤
- 補助食品

亜鉛、ルテイン、ゼアキサンチン、ビタミン類（A,C,E）、βカロチン等

## iPS細胞による治療の試み
高橋政代(神戸理化学研究所網膜再生医療研究開発プロジェクト代表)は、2014年9月12日に自己由来のiPS細胞から作成した網膜を患者へ移植する臨床研究を世界で初めて実施した。これは加齢黄斑変性の治療を目的としたものである。これまで動物実験でのみ行われてきた人工的に作成した網膜を生体に移植する研究を実際に人体に応用した初期の例である。約1年後、該当する患者の視力はほとんど下がらず、腫瘍の発生もないと報告された。2017年2月には、神戸市立医療センター中央市民病院、大阪大学大学院医学系研究科、京都大学iPS細胞研究所、理化学研究所が申請していた他人由来のiPS細胞を使った滲出型加齢黄斑変性症の臨床試験に対し厚生労働省が計画を了承し、2017年4月から5人の患者に移植が実施された。2019年4月18日、理化学研究所らが他人由来のiPS細胞を使った滲出型加齢黄斑変性の治療を受けた5人の患者の術後１年の経過を報告。安全性が確認され、視力低下も抑えられた。5人とも移植細胞が定着しており、損なわれた目の構造が修復できたことも確認した。ただし、VEGF阻害剤投与では視力の改善が一般に見られるので（上述）、現在のところはVEGF阻害剤投与の方が施術の容易さ、コスト、視力回復の成績、の全てにおいて優れていると考えられる。

## 類縁疾患
- ポリープ状脈絡膜血管症
- 網膜血管腫状増殖（RAP[注 10]）